# Julien Sablé
Julien Sablé, cunoscut ca Juju Sablé (n. 11 septembrie 1980, Marsilia, Franța) este un fotbalist aflat sub contract cu OGC Nice.